# Hàn Quốc tại Đại hội Thể thao Trẻ châu Á 2009
Hàn Quốc tham dự tại  Đại hội Thể thao Trẻ châu Á 2009 tổ chức ở Singapore từ 29 tháng 6 năm 2009 đến 7 tháng 7 năm 2009. Hàn Quốc đã hoàn thành phần dự thi với 20 huy chương vàng, 17 huy chương bạc, và 17 huy chương đồng.